# Windows 11
Windows 11 är ett operativsystem från Microsoft som släpptes den 5 oktober 2021.

## Utveckling
I samband med att Windows 10 släpptes hävdade Microsoft att det skulle vara den sista versionen av Windows. Planen var då att uppdateringar istället skulle släppas till det befintliga operativsystemet. Spekulationer kring en ny version av Windows uppstod efter att Microsoft publicerat en lista där de refererar till en "föryngring" av Windows. Skärmdumpar av en påstådd betaversion av Windows 11 läckte ut på Internet den 15 juni 2021, som följdes av att även betaversionen läckte senare samma dag. Skärmdumparna och den läckta versionen visar ett gränssnitt som liknar den avbrutna versionen Windows 10X.

### Tillkännagivande
Windows 11 tillkännagavs av Microsoft på deras Windows-event den 24 juni 2021. För befintliga användare av den senaste versionen av Windows 10 kommer uppgraderingen att vara kostnadsfri. Den 20 september 2022 släppte Microsoft den första uppdateringen till operativsystemet Windows 11, vilket var versionen 22H2

## Systemkrav
- Processorer/CPU:er: 1 GHz eller snabbare med 2 eller fler kärnor
- Ram-minne: 4 GB
- Hårddisk: 64 GB
- Grafikkort: DirectX 12 eller senare med WDDM 2.0
- Internet-anslutning krävs för Windows Home
- Övrigt: UEFI, TMP 2.0